# Plateau
El departament de Plateau és un dels 12 departaments de Benín. La seva capital és Sakété, tot i que el municipi més poblat és Kétou. El departament de Benín és fronterer, a l'est, amb Nigèria. Plateau fou creat el 1999 quan fou escindit del departament d'Ouémé.

## Municipis

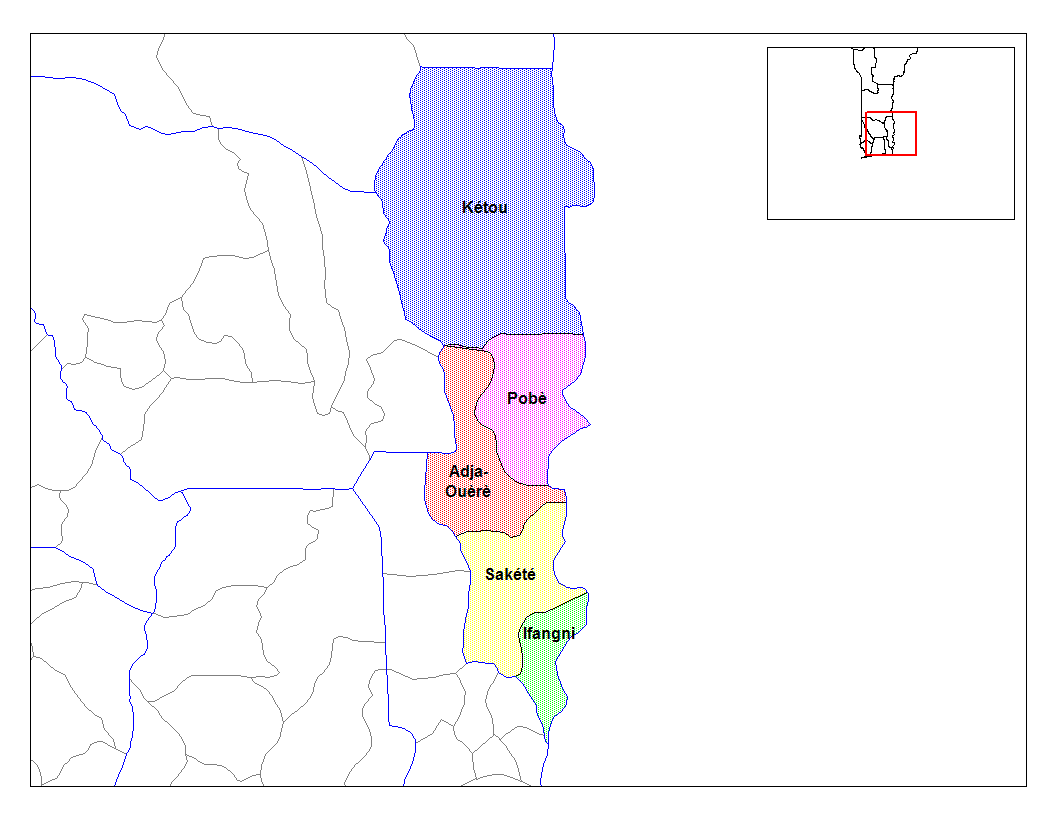
Municipis del departament de Plateau, a Benín

Els municipis del departament de Plateau són Ifangni, Adja-Ouèrè, Kétou, Pobè i Sakété.